# Przewlekła choroba wyniszczająca

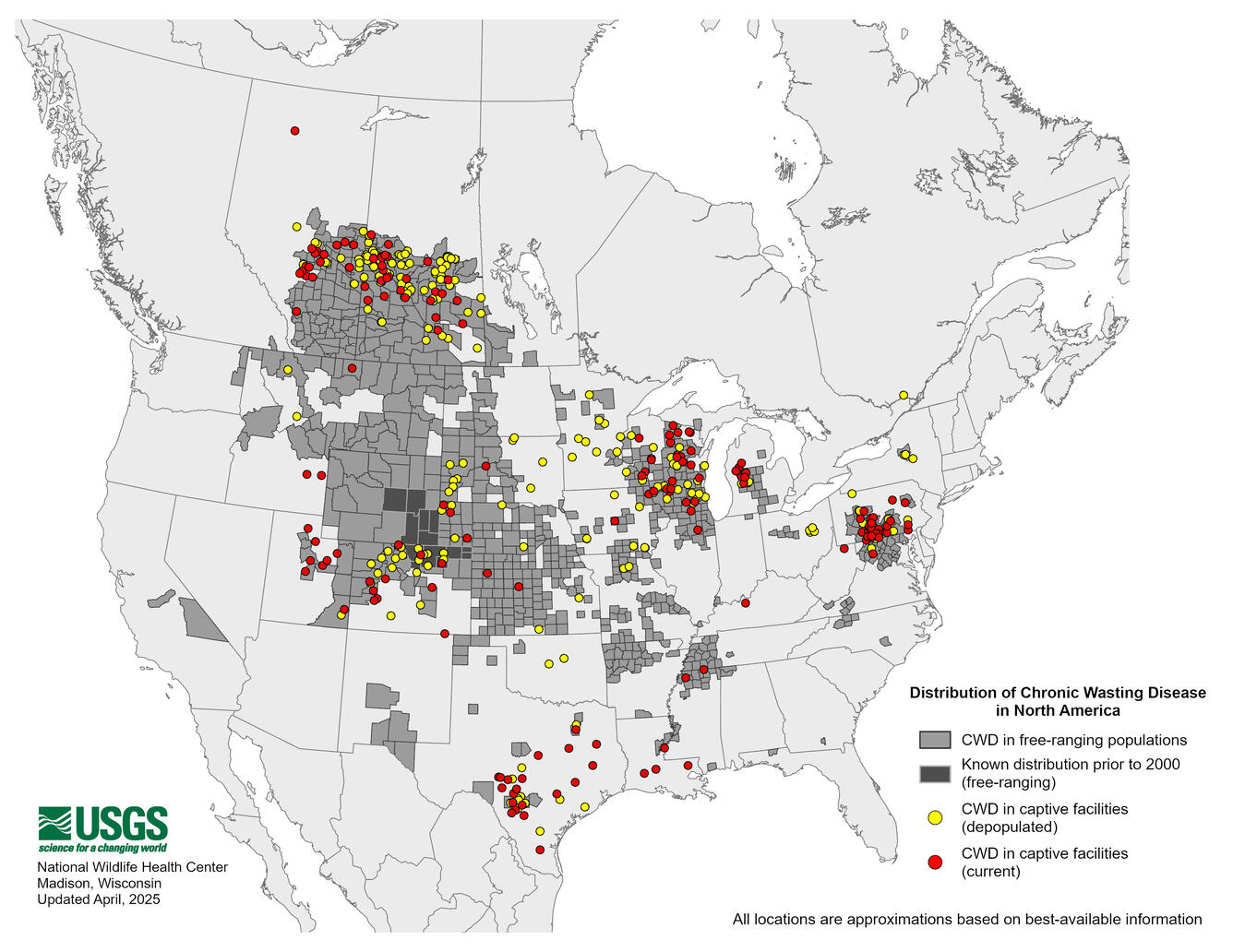
Epidemiologia CWD w Ameryce Północnej.

Przewlekła choroba wyniszczająca (ang. chronic wasting disease, CWD) – choroba z grupy zakaźnych gąbczastych encefalopatii (transmisible spongiform encephalopathy, TSE), dotycząca zwierzyny płowej. Jak dotąd przypadki CWD opisano u mulaka, jelenia wirginijskiego, łosia, wapiti i renifera. CDC nie potwierdziła do tej pory przypadków domniemanego przeniesienia choroby na ludzi.

## Objawy i przebieg

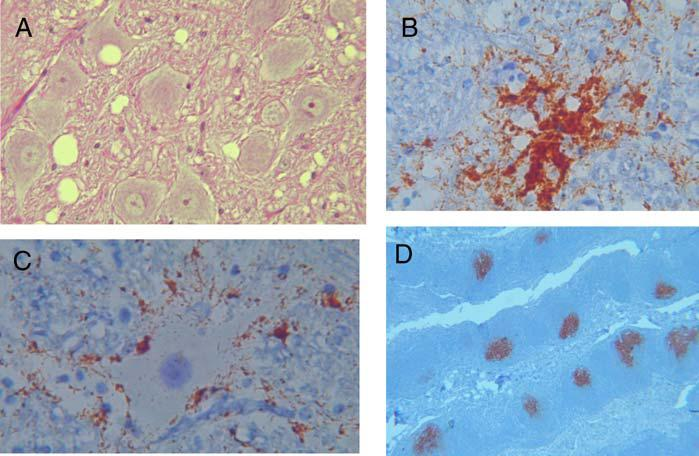
Zmiany patologiczne w przebiegu CWD. A) Zmiany w jądrach ruchowych grzbietowych rdzenia przedłużonego zarażonego CWD łosia. Zauważa się zmiany gąbczaste, wodniczki wewnątrz neuronów i łagodną glejozę. Powiększenie 100×. (B) Złogi amyloidu PrP wybarwione immnunohistochemicznie na brązowo i otoczone przez wakuole, powiększenie 180× (C) Perineuronalne i pozakomórkowe złogi nieprawidłowego białka PrP (PrP^{CWD}, analogicznie do PrP^{Sc}) u zarażonego CWD jelenia (powiększenie 180×).(D) PrP^{CWD} w centrach rozmnażania grudek chłonnych migdałków jelenia (immunohistochemia, powiększenie 50×).

Większość przypadków CWD występuje u dorosłych zwierząt. Choroba ma postępujący przebieg i zawsze kończy się śmiercią zarażonego zwierzęcia. Najbardziej stałym i widocznym objawem jest utrata wagi. W większości przypadków stwierdza się zmiany zachowania, takie jak oddalanie się od innych zwierząt, apatia, opuszczenie łba, stały wyraz mięśni mimicznych i przemieszczanie się w kółko w ustalony sposób jak 'pies goniący swój ogon'. U łosi obserwowano nadpobudliwość i nerwowość. Zarażone zwierzęta jedzą ziarno, ale mogą przejawiać mniejsze zainteresowanie sianem. Obserwuje się ślinotok i obnażanie zębów. Większość jeleni więcej pije i oddaje więcej moczu. 